# Teatre Pradera
El teatre Pradera fou un teatre de Valladolid. Va ser construït a la plaça de Zorrilla al costat de l'entrada del Parc del Camp Gran, prop del carrer de la Vorera de Recoletos, i va ser enderrocat el 1968.
Inicialment va ser un barracó de fusta administrat i utilitzat per la família Pradera. Aleshores conegut pel nom de "La Barraca", és on es van realitzar les primeres projeccions cinematogràfiques de Valladolid, el 15 de setembre de 1904. El 1909 la família Pradera va sol·licitar a l'ajuntament de construir-hi un edifici més apropiat que pogués servir tant de sala de cinema com per a espectacles musicals. L'ajuntament va aprovar el projecte i es va construir el teatre que va passar a ser propietat del municipi, però arrendat a la família Pradera. El primer espectacle realitzat al nou edifici va ser una representació de la ballarina Carmèlia Ferrer el 16 de setembre de 1910.
Al juny de 1920 el teatre es va incendiar i va ser reconstruït i reinaugurat el 15 d'agost. El 1930 l'actualització del sistema de cinema va portar el so a les pel·lícules i, des d'aquesta data la programació del teatre va començar a ser més variada, amb sarsueles i revistes musicals, a més de pel·lícules.
Va tancar el 24 de setembre de 1967 amb la presentació de la comèdia Metidos en harina ("Ficats en farina"), una producció de la companyia de Zorí, Santos i Codeso.
Un any després, el 1968, va ser enderrocat.